# Krankenhaus Freudenstadt
Das Kreiskrankenhaus Freudenstadt ist ein Krankenhaus in Freudenstadt in Trägerschaft der KLF (Krankenhäuser Landkreis Freudenstadt). Es sichert die Grundversorgung in Landkreis Freudenstadt ab. Es fungiert als akademisches Lehrkrankenhaus für die Eberhard Karls Universität Tübingen und verfügt über eine Gesundheits- und Krankenpflegeschule.

## Geschichte
Im Jahre 1888 wurde in Freudenstadt in der Herrenfelderstraße das erste Bezirkskrankenhaus eröffnet. Mit zwei Diakonissen und zwei Stadtärzten. Nach mehreren Neu- und Um- und Erweiterungsbauten in den Jahren 1926, 1952 und 1958 entschloss der Kreistag 1965 einen vollständigen Neubau am jetzigen Standort in der Freudenstädter Nordstadt, der im Jahr 1976 fertiggestellt wurde. Das bisherige Krankenhausgebäude wurde dann 1977 zum Landratsamt Freudenstadt umgestaltet.
Am 18. Juli 2016 wurde dann der Grundsatzentschluss zu einem Teilneubau am jetzigen Standort getroffen.

## Kliniken und Zentren
Das Krankenhaus Freudenstadt teilt sich in verschiedene Kliniken und Zentren auf:
- Anästhesie & Intensivmedizin
- Allgemein-, Viszeral- & Gefäßchirurgie
- Unfall- & Orthopädische Chirurgie
- Frauenheilkunde & Geburtshilfe
- Kinder & Jugendmedizin
- Medizinische Klinik I – Innere Medizin und Gastroenterologie
- Medizinische Klinik II – Kardiologie, Anglologie, Intensivmedizin
- Psychiatrie, Psychotherapie und Psychosomatik
- Radiologie
- Sozialpädiatrisches Zentrum
- Gefässzentrum
- Multimodale Schmerztherapie
- Onkologische Tagesklinik